# Ljubav živi
Ljubav živi četrnaesti je studijski album Cece Ražnatović. Izdao ga je Miligram Music 17. lipnja 2011. godine.
Album je prodan u nakladi od 200 000 primjeraka.

## Suradnici
- Producent: Aleksandar Milić
- Glazba: Aleksandar Milić
- Aranžman: Aleksandar Milić
- Tekst: Marina Tucaković, Ljiljana Jorgovanović, Gordana Urek, Aleksandar Milić
- Glavni programer: Ivan Milosavljević
- Klavijature: Jovica Smrlić
- Gitare: Ivan Milosavljević, Nenad Bojković
- Harmonika: Nenad Bojković, Vladimir Milenković
- Bubanj: Aleksandar Petrović
- Prateći vokali: Ivana Peters, Aleksandar Milić
- Frule: Nebojša Brdarić
- Tromboni: Ivan Ilić
- Trube: Strahinja Banović
- Buzuki: Petar Trumpetaš
- Zvuk: Ivan Milosavljević
- Mix: Ivan Milosavljević, Siniša Kokerić
- Mastering: James Cruz
- Design: OMAR

## Popis pjesama
| Br. | Skladba                | Tekstopisac                                           | Skladatelj       | Aranžmer                             | Trajanje |
| --- | ---------------------- | ----------------------------------------------------- | ---------------- | ------------------------------------ | -------- |
| 1.  | »Rasulo«               | Marina Tucaković, Ljiljana Jorgovanović               | Aleksandar Milić | Aleksandar Milić                     | 4:34     |
| 2.  | »Hajde«                | Marina Tucaković                                      | Aleksandar Milić | Aleksandar Milić                     | 3:05     |
| 3.  | »Šteta za mene«        | Marina Tucaković, Ljiljana Jorgovanović               | Aleksandar Milić | Aleksandar Milić                     |          |
| 4.  | »Igračka samoće«       | Marina Tucaković, Ljiljana Jorgovanović               | Aleksandar Milić | Aleksandar Milić                     |          |
| 5.  | »Ona«                  | Marina Tucaković, Ljiljana Jorgovanović               | Aleksandar Milić | Aleksandar Milić, Ivan Milosavljević |          |
| 6.  | »Nije mi dobro«        | Marina Tucaković, Gordana Urek, Ljiljana Jorgovanović | Aleksandar Milić | Aleksandar Milić                     |          |
| 7.  | »Hvata me«             | Marina Tucaković, Ljiljana Jorgovanović               | Aleksandar Milić | Aleksandar Milić                     |          |
| 8.  | »Sve što imam i nemam« | Marina Tucaković                                      | Aleksandar Milić | Aleksandar Milić                     |          |
| 9.  | »Ljubav živi«          | Aleksandar Milić                                      | Aleksandar Milić | Aleksandar Milić                     |          |

## Glazbeni spotovi
- 1. Rasulo